# Callimenus restrictus
Callimenus restrictus är en insektsart som först beskrevs av Fischer von Waldheim 1833.  Callimenus restrictus ingår i släktet Callimenus och familjen vårtbitare. Inga underarter finns listade i Catalogue of Life.